# Punk jako životní postoj
Punk jako životní postoj (v anglickém originále Punk: Attitude) je britsko-americký dokumentární film, který natočil režisér Don Letts. Pojednává o punkovém hnutí sedmdesátých let. Své vzpomínky zde vyprávějí jak hudebníci, kteří byli aktivní v té době (Mick Jones, John Cale a další), tak i ti z mladší gerenace. Film měl premiéru 25. dubna 2005 na festivalu Tribeca Film Festival.